# Edwardsiana commissuralis
Edwardsiana commissuralis är en insektsart som först beskrevs av Carl Stål 1858.  Edwardsiana commissuralis ingår i släktet Edwardsiana och familjen dvärgstritar. Inga underarter finns listade i Catalogue of Life.